# Pilastro (Ravenna)
Pilastro is een plaats (frazione) in de Italiaanse gemeente Ravenna.